# ریچموند، مین
ریچموند(به انگلیسی: Richmond) شهری در ایالت مین کشور ایالات متحده آمریکا است که جمعیت آن در سرشماری سال ۲۰۱۰ میلادی، ۱٬۷۶۰ نفر بوده‌است.